# Holly Black
Holly Black (Nueva Jersey, 10 de noviembre de 1971) es una escritora y editora estadounidense, conocida por escribir Las crónicas de Spiderwick, una serie de cinco libros de fantasía para niños, junto con el ilustrador Tony DiTerlizzi, la serie de libros Magisterium con Cassandra Clare y la trilogía Los habitantes del aire.

## Vida y educación
Black nació en Nueva Jersey en 1971, y durante sus primeros años su familia vivió en una decadente casa victoriana. Holly Black se graduó con un B.A. en inglés de The College of New Jersey 1994. 
Se casó con Theo Black en 1999 y residen en Amherst, Massachusetts, junto con su hijo Sebastian.

## Carrera literaria
La primera novela de Holly Black, El tributo: Un cuento de hadas moderno (Tithe: A Modern Faerie Tale), fue publicada en 2002 y cuenta con dos secuelas Valiant (2005), ganadora del premio Andre Norton de ciencia ficción y fantasía para jóvenes de 2006, e Ironside (2007).
Su novela The Wrath of Mulgarath fue superventas en The New York Times en 2004.
Escribió Las Crónicas de Spiderwick junto con Tony DiTerlizzi, y es su más famosa obra la cual cuenta con una secuela llamada Más allá de las Crónicas de Spiderwick (2007). Se hizo una película de la serie en febrero de 2008, además de la serie Curse Workers (conformada por Gata blanca, de 2010, Guante rojo, de 2011 y Corazón negro, de 2012) la cual no es tan reconocida como sus otras obras.
Ha trabajado en colaboraciones de antologías con otros autores como son Geektastic (con Cecil Castellucci, 2009), Zombies vs. Unicorns (con Justine Larbalestier, 2010), Welcome to Bordertown (con Ellen Kushner, 2011).

### SagaMagisterium
Más recientemente, publicó Magisterium (con Cassandra Clare, 2014) la cual es una saga y está compuesta por:
- La prueba de hierro (The Iron Trial, 2014)
- El guante de cobre (The Copper Gauntlet, 2015)
- La llave de bronce (The Bronze Key, 2016)
- La máscara de plata (The Silver Masck ,2017)
- La torre de oro (The Golden Tower, 2018)
- DiTerlizzi, Tony; Holly Black (octubre de 2008). Spiderwick Las crónicas- El libro fantástico (1 reimpresión edición). Ediciones B. p. 104. ISBN 84-666-1279-3.[2]

### SagaLos habitantes del aire
En 2018, publicó la primera parte de la trilogía Los habitantes del aire, El príncipe cruel. Al año siguiente, publicó la segunda parte, El rey malvado, y también el desenlace de la trilogía: La Reina de nada. También ha publicado dos obras complementarias ambientadas en el mismo mundo: Las hermanas perdidas (2018) y Cómo el rey de Elfhame aprendió a odiar los cuentos (2020).
Los derechos de la saga han sido adquiridos por la productora Universal Pictures. Michael De Luca adaptará la serie para la gran pantalla.